# هيبوليتو فرانك غارسيا
هيبوليتو فرانك غارسيا (بالإنجليزية: Hipolito Frank Garcia)‏ (و. 1925 – 2002 م) هو محام، وقاض من الولايات المتحدة الأمريكية .